# 戲班小子
《戲班小子》，1982年香港無綫電視拍攝製作的民初背景劇集。由董瑋、廖偉雄、苗僑偉、楊盼盼、陳秀珠等主演。
该剧同名主題曲《戲班小子》由顧嘉煇作曲、鄭國江作詞、葉振棠主唱。劉德華在當年還是跑龍套。

## 劇情概要
馬如龍（董瑋）原為一孤兒，被戲班班主陸擎天（關海山）收養，與阿虎（連偉健）及阿豹（劉德華）一同學戲，擔任小武。
龍自知不是演戲的材料，唯醉心武術，由於佩服來鄉下賣藝的袁虎（石堅）的武藝，在袁虎的女兒袁英（楊盼盼）協助下，拜袁虎為師學藝。
袁虎命兒子袁偉（苗僑偉）教龍，龍學武心切，為求加速進度，幫助袁偉追求班主之女陸明珠（陳秀珠），好讓袁偉可以多教他幾招。
其實袁偉並非袁虎親生，乃是魏鶴齡（羅國維）及三姨太秋雲（白茵）的親兒，二叔魏鷹揚（楊澤霖）為求要令自己及兒子魏得寶（羅浩楷）得到遺產，把當時仍是嬰孩的袁偉丟到街上，竟然被袁虎所救並收養。魏鷹揚驚見袁虎，一直希望可以剷除袁虎及袁偉以絕後患。
其時，龍及偉參加全省比賽，由於明珠不辭而別，偉大受打擊輸給龍，令龍可到廣州比賽。
鷹揚利用龍單純魯莽的性格，令龍贏得全國比賽冠軍。
鷹揚為剷除袁偉，竟冒充明珠約袁偉到山神廟相見。中計的竟是袁虎，袁虎終為鷹揚及其爪牙聯手殺死。袁偉到山神廟，驚見袁虎屍體，誤以為是情敵
明星歌舞團主腦譚西敏（曾江）所殺。唯馬如龍當日與譚西敏一起，力証西敏清白。因此跟袁氏兄妹及師父陸擎天鬧翻，與好兄弟蕭圖雄（小桃紅）
（廖偉雄）到省城投靠西敏。
西敏見龍身手矯健，欲把龍力捧為擂台武打明星。其實想利用龍賺錢。
鷹揚見龍可以被利用賺錢，竟利用龍另一師父靚少飛（夏雨）離間龍與西敏，令龍投靠鷹揚。
鷹揚欲捧紅龍成為電影明星。龍得意忘形，令其女友翠蓮（黃曼凝）甚為傷心。
西敏被英揚派人打斷手，向小桃紅透露一切事情皆鷹揚所為。小桃紅欲通知龍，中途被鷹揚爪牙滅口。袁偉到省城探望親母三姨太，鷹揚乘機誣衊三娘私通擎天，禁錮三姨太
。擎天終相信西敏非殺袁虎兇手，大家冰釋前嫌，聯手對付鷹揚。
大家不欲龍為鷹揚賣命，西敏設計讓龍覺醒。
他先安排偉在擂台上擊敗龍。讓龍失去當明星的機會。鷹揚將計就計，再次在龍的參茶中灌藥，企圖令龍在藥性發作時失手擊斃袁偉。豈料此次當龍藥力發作時，袁偉仍然擊敗龍。鷹揚知道龍輸了，覺龍失去賺錢的價值，把龍軟禁在醫院，龍好友老鼠仔（嚴秋華）及翠蓮往救之。告知龍殺袁虎及小桃紅的兇手原來是鷹揚。龍終於覺醒，聯同袁偉一起剷除鷹揚父子。

## 演員表
- 马如龙：董玮
- 萧图雄（小桃红）：廖伟雄
- 袁伟：苗侨伟
- 陆明珠：陈秀珠
- 袁英：杨盼盼
- 翠莲（魏家寶）：黄曼凝
- 陆擎天：关海山
- 袁虎：石坚
- 魏鷹扬：杨泽霖
- 新俏丽：江毅
- 老鼠仔：严秋华
- 魏鶴齡：罗国维
- 魏柳碧娟：苏杏璇
- 魏得宝：罗浩楷
- 秋雲：白茵
- 靓少飞：夏雨
- 谭西敏：曾江
- 阿礼：何礼男
- 阿豹：刘德华
- 阿虎：连伟健

## 電視節目的變遷
| 英屬香港無綫電視翡翠台 逢星期一至五晚上19:05-20:00 · （1982.01.25 - 1982.02.19） | 英屬香港無綫電視翡翠台 逢星期一至五晚上19:05-20:00 · （1982.01.25 - 1982.02.19） | 英屬香港無綫電視翡翠台 逢星期一至五晚上19:05-20:00 · （1982.01.25 - 1982.02.19） |
| -------------------------------------------------------------------------------- | -------------------------------------------------------------------------------- | -------------------------------------------------------------------------------- |
|                                                                                  | 戲班小子                                                                         |                                                                                  |
| 新民間傳奇 （1982.01.11 - 1982.01.22）                                           | 男子漢 （1982.02.22 - 1982.03.19）                                               |                                                                                  |